# Donker draadwatje
Het donker draadwatje (Trichia subfusca) is een slijmzwam uit de familie Trichiidae. Het leeft saprotroof op dood loofhout van bomen en struiken.

## Kenmerken

### Uiterlijke kenmerken
De sporocarpen staan in groepjes bij elkaar met versmolten stelen. De hoogte is tot 1 mm. Het peridium is kogel tot eivormig. Het is voorzien van papillen die zo nu en dan een netwerk vormen. De steel is donkerbruin en met doorvallend licht roodbruin. 

### Microscopische kenmerken
De elateren zijn 4 tot 5 µm dik, getwist, soms met een stekel. De punt is kegelvormige punt en heeft een lengte van 4 tot 6 µm. De sporen zijn bleekgeel, fijn stekelig en 10 tot 12 µm diameter.

## Verspreiding
Het donker draadwatje komt met name voor in Noord-Amerika, Europa en Azië. In Nederland komt het zeer zeldzaam voor.